# Lund (Dania)
Lund – miasto w Danii, w regionie Jutlandia Środkowa, w gminie Horsens.